# Aleksiej Żamnow
Aleksiej Jurjewicz Żamnow (ros. Алексей Юрьевич Жамнов; ur. 1 października 1970 w Moskwie) – rosyjski hokeista, reprezentant WNP i Rosji, trzykrotny olimpijczyk. Działacz i trener hokejowy.

## Kariera zawodnicza
- MCOP Moskwa (1989/1990)
- Dinamo Moskwa (1989–1992)
- Winnipeg Jets (1992–1996)
- Chicago Blackhawks (1996–2003)
- Philadelphia Flyers (2003)
- Witiaź Czechow (2004–2005)
- Boston Bruins (2005)

Wychowanek Dinama Moskwa. Uczestniczył w turniejach mistrzostw świata juniorów do lat 20 edycji 1990, Canada Cup 1991, mistrzostw świata w 1991 (do tego czasu ZSRR), 1992, 2000, 2005, na zimowych igrzyskach olimpijskich 1992 (WNP), 1998, 2002 oraz Pucharu Świata 1996.

## Kariera działacza i trenera
- Witiaź Czechow (2006-2012), generalny menedżer
- Atłant Mytiszczi (2012-2015), generalny menedżer
- Atłant Mytiszczi (2013/2014), asystent trenera
- Spartak Moskwa (2015-2021), generalny menedżer
- Reprezentacja Rosji (2018-2019), asystent trenera
- Spartak Moskwa (2018-2019), główny trener
- Reprezentacja Rosji (2020-2021), asystent menedżera generalnego
- Spartak Moskwa (2021-), nadzorca hokeja młodzieżowego
- Reprezentacja Rosji (2021-), główny trener

W latach 2006–2012 menedżer generalny w klubie Witiaź Czechow. W grudniu 2012 został dyrektorem generalnym w klubie Atłant Mytiszczi. W tym klubie był także asystentem trenera w sezonie KHL (2013/2014). W ramach amatorskich rozgrywek hokejowych, powołanych przez prezydenta Władimira Putina i weteranów radzieckiego i rosyjskiego hokeja pod nazwą Nocna Hokejowa Liga podjął działalność w radzie dyrektorów jako kurator Konferencji Centrum. Od 2015 menedżer generalny i wiceprezydent Spartaka Moskwa. W październiku 2018 został równolegle głównym trenerem Spartaka w sezonie KHL (2018/2019). Po zakończeniu tego sezonu jeszcze przez dwa lata był menedżerem generalnym w Spartaku, a od 2021 został nadzorcą hokeja młodzieżowego w klubie. 
W sezonie 2017/2018 był dyrektorem skautingu przy reprezentacji Rosji. W kwietniu 2018 został asystentem w sztabie szkoleniowym reprezentacji Rosji. Był w sztabie trenerskim reprezentacji Rosji jako asystent podczas turniejów MŚ edycji 2018, 2019. Pod koniec września 2021 Federacja Hokeja Rosji ogłosiła, że powołana rada ekspertów zarekomendowała mianowanie Aleksieja Żamnowa na stanowisko głównego trenera seniorskiej reprezentacji Rosji. Prowadził reprezentację Rosyjskiego Komitetu Olimpijskiego w turnieju zimowych igrzysk olimpijskich 2022.

## Sukcesy
Zawodnicze reprezentacyjne
- Srebrny medal mistrzostw świata juniorów do lat 20: 1990
- Brązowy medal mistrzostw świata: 1991
- Złoty medal zimowych igrzysk olimpijskich: 1992 z WNP
- Srebrny medal zimowych igrzysk olimpijskich: 1998 z Rosją
- Brązowy medal zimowych igrzysk olimpijskich: 2002 z Rosją

Zawodnicze klubowe
- Złoty medal mistrzostw ZSRR: 1992 z Dinamem Moskwa

Zawodnicze indywidualne
- NHL (1994/1995): drugi skład gwiazd
- NHL (2001/2002): NHL All-Star Game

Trenerskie reprezentacyjne
- Srebrny medal zimowych igrzysk olimpijskich: 2022

Wyróżnienia
- Zasłużony Mistrz Sportu ZSRR w hokeju na lodzie: 1992
- Rosyjska Galeria Hokejowej Sławy: 2014